# Baron Monthermer
Baron Monthermer war ein erblicher Adelstitel in der Peerage of England, der zweimal geschaffen wurde.

## Verleihungen
In erster Verleihung wurde der Titel am 4. März 1309 geschaffen, indem König Eduard II. seinen Schwager Ralph de Monthermer durch Writ of Summons ins Parliament berief. Dieser war der Witwer seiner 1307 verstorbenen Schwester Johanna von Akkon.
Ralph de Monthermer hinterließ zwei Söhne, der Ältere, Thomas de Monthermer, erbte 1325 den Baronstitel seines Vaters, der Jüngere Edward de Monthermer wurde 1326 ebenfalls durch Writ of Summons ins Parliament berufen, was eine zweite Baronie Monthermer begründete. Da Edward kinderlos starb, erlosch die Baronie zweiter Verleihung mit dessen Tod um 1340.
Der Baronstitel erster Verleihung fiel nach dem Tod des 7. Barons im Jahr 1471 in Abeyance und befindet sich bis heute in diesem Zustand. Zuletzt 1928 und 1874 versuchten Nachfahren der Titelinhaber erfolglos eine Beendigung der Abeyance zu erreichen.

## Weitere Titel
Der 4. Baron erster Verleihung erbte 1397 auch den Titel 3. Earl of Salisbury und führte die Baronie fortan als nachgeordneten Titel.

## Liste der Barone Monthermer

### Barone Monthermer, erste Verleihung (1309)
- Ralph de Monthermer, 1. Baron Monthermer († 1325)
- Thomas de Monthermer, 2. Baron Monthermer († 1340)
- Margaret de Monthermer, 3. Baroness Monthermer († 1395)
- John Montacute, 3. Earl of Salisbury, 4. Baron Monthermer (1350–1400) (Titel verwirkt 1400)
- Thomas Montagu, 4. Earl of Salisbury, 5. Baron Monthermer (1388–1428) (Titel wiederhergestellt 1421)
- Alice Montacute, 5. Countess of Salisbury, 6. Baroness Monthermer (1407–1462)
- Richard Neville, 16. Earl of Warwick (iure uxoris), 6. Earl of Salisbury, 7. Baron Monthermer (1428–1471) (Titel seit 1471 in Abeyance)

### Barone Monthermer, zweite Verleihung (1326)
- Edward de Monthermer, 1. Baron Monthermer († um 1340) (Titel um 1340 erloschen)